# クレヨンしんちゃん オラとポイポイ
『クレヨンしんちゃん オラとポイポイ』は、1993年8月27日にバンダイ（後のバンダイナムコエンターテインメント）から発売されたファミリーコンピュータ用のアクションパズルゲームである。当時人気を得たテレビアニメ『クレヨンしんちゃん』に基づいて制作された。

## 解説
1993年4月発売のゲームボーイソフト『クレヨンしんちゃん オラとシロはお友達だよ』、同年8月初旬発売のスーパーファミコンソフト『クレヨンしんちゃん 嵐を呼ぶ園児』に続く、バンダイによる『クレヨンしんちゃん』のキャラクターゲーム3作目で、クレヨンしんちゃんを題材としたファミリーコンピュータ用タイトルとしては唯一である。
通常のファミリーコンピュータ用カセットのほか、ファミリーコンピュータ用周辺機器データックに接続するミニカセットも発売された。データック用ミニカセットは既存のデータック所有者へ安価にゲームを供給する目的で発売されたもので、冒頭にデータックのロゴが表示されるほかはファミリーコンピュータ用カセットと同じ内容であり、データックの特徴であるバーコード読み取り機能も使用しない。

## ルール
落ち物パズルを原型とした対戦型アクションパズルゲームである。上下に2つ繋がったパーツをゲームフィールド内へ投げ入れ、同じ柄のパーツを縦か横に並べて消しながら相手の陣地へブロックを運ぶ。このゲームでは1つのゲームフィールドを2人のプレイヤーで共有する。
ゲーム画面
ゲーム画面は中央に用意された縦6マス×横10マスのゲームフィールド、ゲームフィールドの端に用意された各プレイヤーの陣地で構成される。陣地の外側にはプレイヤーが操作するキャラクターがいる。
パーツとブロック
ゲームフィールド内にはパーツとブロックが配置される。
パーツ絵や記号などの柄が描かれた板。ゲーム開始時にゲームフィールド配置へされるほか、プレイヤーがゲームフィールドへ投げ入れる。全部で4種類登場し、同じ柄が縦方向または横方向に複数並ぶと消える。
ブロック茶色の四角い石。ゲーム開始時にはゲームフィールド中央へ6個配置される。自分や相手のパーツ投入動作により左右へ移動するが、複数並んでもパーツのように消えることはない。
```
ゲーム画面の構成　　　          キャラクター、パーツ、ブロックが
　　　　　　　　　　　　　　　　配置されたゲーム画面の例
　　　　　　　　　　　　　　　　
◆□□□□□□□□□□◆　　　　◆□□□□◎■□□□□◆
◆□□□□□□□□□□◆　　　　◆□□□□■◎□□□□◆
◆□□□□□□□□□□◆　　　▽◆□□□□◎■□□□□◆▽
◆□□□□□□□□□□◆　　　　◆□□□□■◎□□□□◆
◆□□□□□□□□□□◆　　　　◆□□□□◎■□□□□◆
◆□□□□□□□□□□◆　　　　◆□□□□■◎□□□□◆

□:ゲームフィールド ◆:陣地
■:ブロック ◎:パーツ ▽:キャラクター

```

パーツの投入
ゲームが始まると、各キャラクターには4種類のうち2種が上下ランダムに連結されたパーツのペアが渡される。プレイヤーは必要に応じパーツの上下入れ替え、キャラクターの上下移動によるパーツの投入列変更ができる。ボタンを押すと2つのパーツが陣地からフィールド内へまっすぐ投げ入れられる。投げ入れたパーツがブロックに直接当たった場合、その列にあるブロックとパーツは相手側へ1マス移動する。パーツを投げると新たなパーツのペアがキャラクターへ渡される。
パーツの消え方と連鎖消し
パーツが消えたときの並び方により並んだパーツの消え方、パーツやブロックの移動法則が異なる。横に並び消えた場合にはゲームフィールドにあったパーツは消えずに投げ入れたパーツだけが消え、その列にあるブロックとパーツは相手側へ1マス移動する。縦に並び消えた場合には並んだ全てのパーツが消え、その左右にあるパーツがブロックのある方向へ移動し隙間が埋められる。1回のパーツ投入動作で続けてパーツが消えた場合を連鎖消しという。
スペシャルパーツ
4種類あるパーツすべてを縦方向に消すと、効果音と共に星型のスペシャルパーツがキャラクターへ渡される。これを列に投げ入れるとブロックから自分側にあるパーツは全て消え、ブロックとその後ろのパーツは相手側へ2マス押し込められる。
ノルマ
画面下には各プレイヤーのノルマが表示され、パーツを消すごとにノルマは減少する。ゲームフィールドがパーツで埋まり、自分の陣地にパーツがあふれると自分のノルマが、相手の陣地にパーツがあふれると相手のノルマが増加する。
勝利条件
ブロックを1つでも相手陣地に入れるか、相手より先に自分のノルマ数を0にすると勝利となる。

## ゲームモード
ゲームモードには1人用の「どらまもーど」「とことんもーど」、2人用の「たいせんもーど」が用意されている。いずれのゲームモードもプレイヤーとコンピュータ、またはプレイヤー同士との対戦形式となり、得点の要素はない。

### どらまもーど
シナリオに沿いコンピュータと対戦するモード。プレイヤーは野原しんのすけを操作し、コンピュータの操作するクレヨンしんちゃんの登場キャラクターに勝ち抜きシナリオを進めていく。
ゲーム開始前と終了後には文章と簡易なアニメーションによるデモシーンが挿入される。各話の終了時には当時のアニメに使用されたアイキャッチ「お」「おお」「じゃ」の再現が、ゲームに負けた後のコンティニュー画面にはアニメの2代目エンディング『素直になりたい』で使用されたアニメーションの一場面が表示される。
4種類のコースが用意されており、コースにより難易度、対戦相手やシナリオ、パーツの柄が変わる。コンティニューは各コースとも3回まで可能とされており、コンティニューを使い果たした後に負けた場合、またはコンティニューの使用を拒否した場合にはゲームオーバーとなる。
- 鈍才コース - 対戦相手はシロ→ネネちゃんのママ→野原みさえの順。パーツの柄は{\displaystyle \heartsuit }、{\displaystyle \spadesuit }、{\displaystyle \clubsuit }、{\displaystyle \diamondsuit }などトランプのスート。難易度は最も低い。
- 凡才コース - 対戦相手はマサオくん→ネネちゃん→風間くんの順。パーツの柄は太陽、傘 、雲、雪だるまなど天気のマーク。
- 秀才コース - 対戦相手はよしなが先生→まつざか先生→園長先生の順。パーツの柄は!、?、○、×の記号。
- 天才コース - 対戦相手はアクション仮面のみ。パーツの柄はチェリー、王冠、$、￥などスロットマシンを連想させるマーク。難易度は最も高い。

### とことんもーど
コンピュータと自由に対戦するモード。対戦相手にはどらまもーどに登場するキャラクターのうち1人を選択できるが、アクション仮面は選択できない。ここではコンピュータの強さやパーツの移動速度、使用するパーツの柄など細かい設定も可能である。

### たいせんもーど
プレイヤー2人で対戦するモード。このゲームモードでは各プレイヤーのノルマ数やノルマの有無を設定することによりハンデ戦も可能。操作キャラクターは2人ともしんのすけとなる